# 鼠黨

从左到右：法蘭克·辛納屈，迪安·马丁，小萨米·戴维斯，彼得·劳福德，乔伊·毕晓普

鼠黨（英語：Rat Pack），由一群美國電影演員形成的非正式團體，其領袖為亨弗莱·鲍嘉。這個名詞在1960年代中期，被新聞媒體及公眾廣泛使用。在亨弗莱·鲍嘉於1957年過世後，其成員內容也有所變化。主要成員為法蘭克·辛納屈、迪安·马丁、彼得·勞福德、Sammy Davis Jr.，Joey Bishop等人。他們經常共同演出，如電影Ocean's 11等。

## 歷史
鼠黨這個名稱出現在1950年代，最早被用來指一群來自紐約的美國演員，他們形成一個好友群體，以亨弗莱·鲍嘉為領袖。鼠黨這個名稱的起源不明，其中一個版本說，亨弗莱·鲍嘉跟他的好友們一同在拉斯維加斯演出時，這群人晚上一起出去喝酒聚會。在結束回到住處的時候，鮑嘉的妻子羅蘭·比歌看到他們，脫口而出，說：「你們看起來像一群該死的老鼠。」（You look like a goddamn rat pack.），之後成為他們這個團體的綽號。另一個說法認為，鼠黨（rat pack）這個名稱是從荷爾貝山鼠群（Holmby Hills rat pack）縮短後形成。荷爾貝山鼠群（Holmby Hills rat pack）指的是亨弗莱·鲍嘉跟羅蘭·比歌的住處，鮑嘉及比歌夫妻經常在這間住宅中舉辦宴會，招待友人。

## 伸延閱讀
- Gehman, Richard. . Belmont. 1961.
- Levy, S. . London: Fourth Estate. 1998. ISBN 1-84115-001-0.
- Spada, James. . New York: Bantam Books. 1991. ISBN 0-553-07185-8.

## 外部連結
- The Rat Pack: Unpublished Photos of Frank, Dean and Sammy – slideshow by Life magazine
- . The Desert Sun (Palm Springs, California: Gannett).   [2023-08-18]. （原始内容存档于2018-01-08）.